# Pyroderces wolschrijni
Pyroderces wolschrijni é uma espécie de insetos lepidópteros, mais especificamente de traças, pertencente à família Cosmopterigidae.
A autoridade científica da espécie é Koster & Sinev, tendo sido descrita no ano de 2003.
Trata-se de uma espécie presente no território português.